# Ibrahim Sissoko (Fußballspieler, 1991)
Ibrahim Sissoko (* 29. November 1991 in Abidjan) ist ein ivorischer Fußballspieler.

## Karriere

### Verein
Sissoko unterschrieb im Sommer 2009 einen Vertrag bei Académica de Coimbra, wo er zur Saison 2010/11 in die SuperLiga befördert wurde. Am 10. Spieltag der Saison 2010/11 den 6. November gab er im Auswärtsspiel gegen Portimonense SC sein Profi-Debüt für AAC/OAF in der Liga Sagres. 2012 gewann er mit der Mannschaft den Portugiesischen Pokal durch ein 1:0-Sieg im Finale gegen Sporting Lissabon.
Zu Beginn des Jahres 2012 unterschrieb Sissoko einen Dreieinhalb-Jahres-Vertrag mit dem VfL Wolfsburg. Er wechselte zur Saison 2012/2013 auf Leihbasis zum griechischen Erstligisten Panathinaikos Athen. Nachdem er zur Saisonvorbereitung 2013 kurzzeitig zum VfL zurückgekehrt war, wurde er sofort wieder für ein Jahr (mit Kaufoption) an den AS Saint-Étienne ausgeliehen. Nach fünf Einsätzen für Saint-Étienne (vier in der Liga, einen in der UEFA Europa League) wurde Sissoko im Januar 2014 bis zum Saisonende an den spanischen Zweitligisten Deportivo La Coruña weiterverliehen.
Im Sommer 2014 wechselte er dann fest zum türkischen Erstligisten Eskişehirspor. Ein Jahr später ging er weiter zum Ligarivalen Torku Konyaspor.
Im September 2017 verließ er Konyaspor und wechselte zu Doxa Katokopia auf Zypern. Doch seit dem Sommer 2018 spielt er wieder in der Türkei, aktuell steht er bei Akhisarspor unter Vertrag.

### Nationalmannschaft
Im Juni 2011 nahm er für die U-20 der Elfenbeinküste am Turnier von Toulon teil und bestritt dort drei Partien. Im folgenden Jahr wurde Sissoko dann einmal für die A-Nationalmannschaft berufen, eingesetzt wurde er allerdings nicht.

## Erfolge
- Portugiesischer Pokalsieger: 2012